# Bungyjump

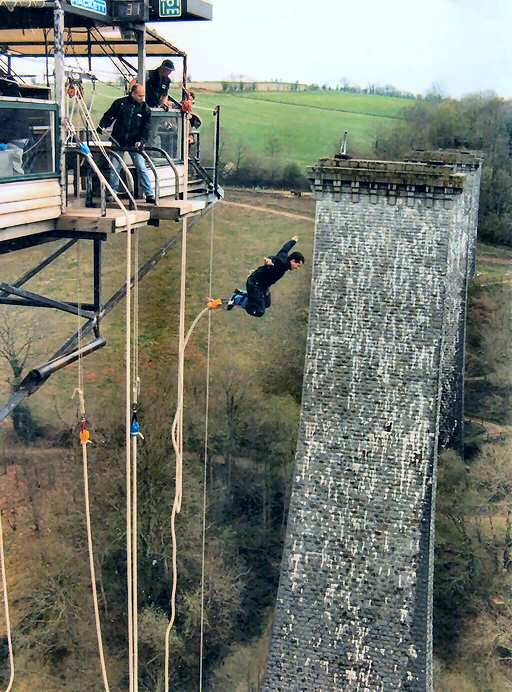
Ett bungyjump i Normandie i Frankrike.

Bungyjump, bungee jump, en aktivitet som går ut på att kasta sig ut från hög höjd med ett starkt gummiband fäst vid fötterna, så att man studsar upp innan man når marken. Bungyjump har sina rötter i en tradition från ön Pentecôte i Vanuatu. Bungyjump utövas ofta från broar eller höga lyftkranar (mobilkranar).
Världens idag högsta kommersiella bungyjump genomförs från varmluftsballong med uthoppshöjder på 300-600 meter

## Historik
I Vanuatu fanns ett mandomsprov bland unga män att kasta sig ut från klippor med fötterna bundna i lianer. David Attenborough med ett filmteam från BBC filmade denna aktivitet. Världens första moderna bungyjump utfördes av engelska studenter på Clifton Suspension Bridge 1979. Bungyjump som kommersiellt nöje utvecklades av nyzeeländaren A. J. Hackett. I Sverige lanserades bungyjump för första gången 1990 i Göteborg då ett hopp skedde från Älvsborgsbron.

## Utrustning
Inom bungyjump är utrustningen ganska enkel. Man har en mobilkran, ett torn, en bro eller någonting liknande att hoppa ifrån, en säkerhetssele som fästes kring lår och midja samt en lina som binder ihop fötterna. Säkerhetsselen och linan kring fötterna sitter båda ihop med bungycorden via säkerhetsslingor.
En bungycord, som det heter, består ofta av ca 1000 enskilda gummilinor som tvinnats ihop till ett enda tjockt rep. En byngycord är konstruerad för att klara av en belastning på upp till två ton. Linorna är byggda för att sträckas ut långt så att den som hoppar ska få en så liten stöt som möjligt.

## Bungyjump från olika länder

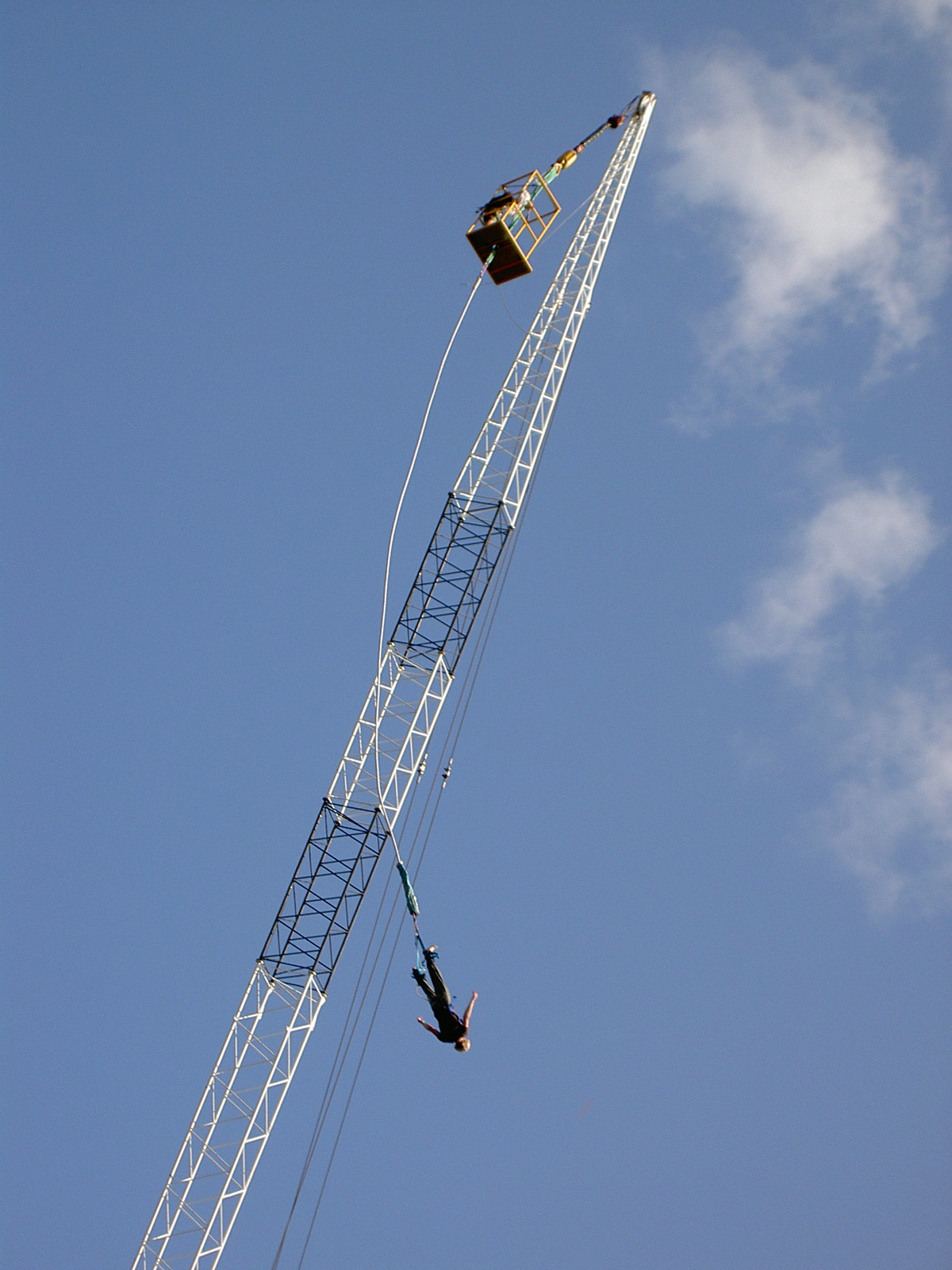
Sverige
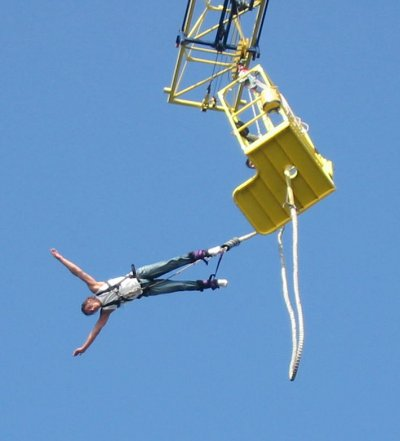
Nederländerna
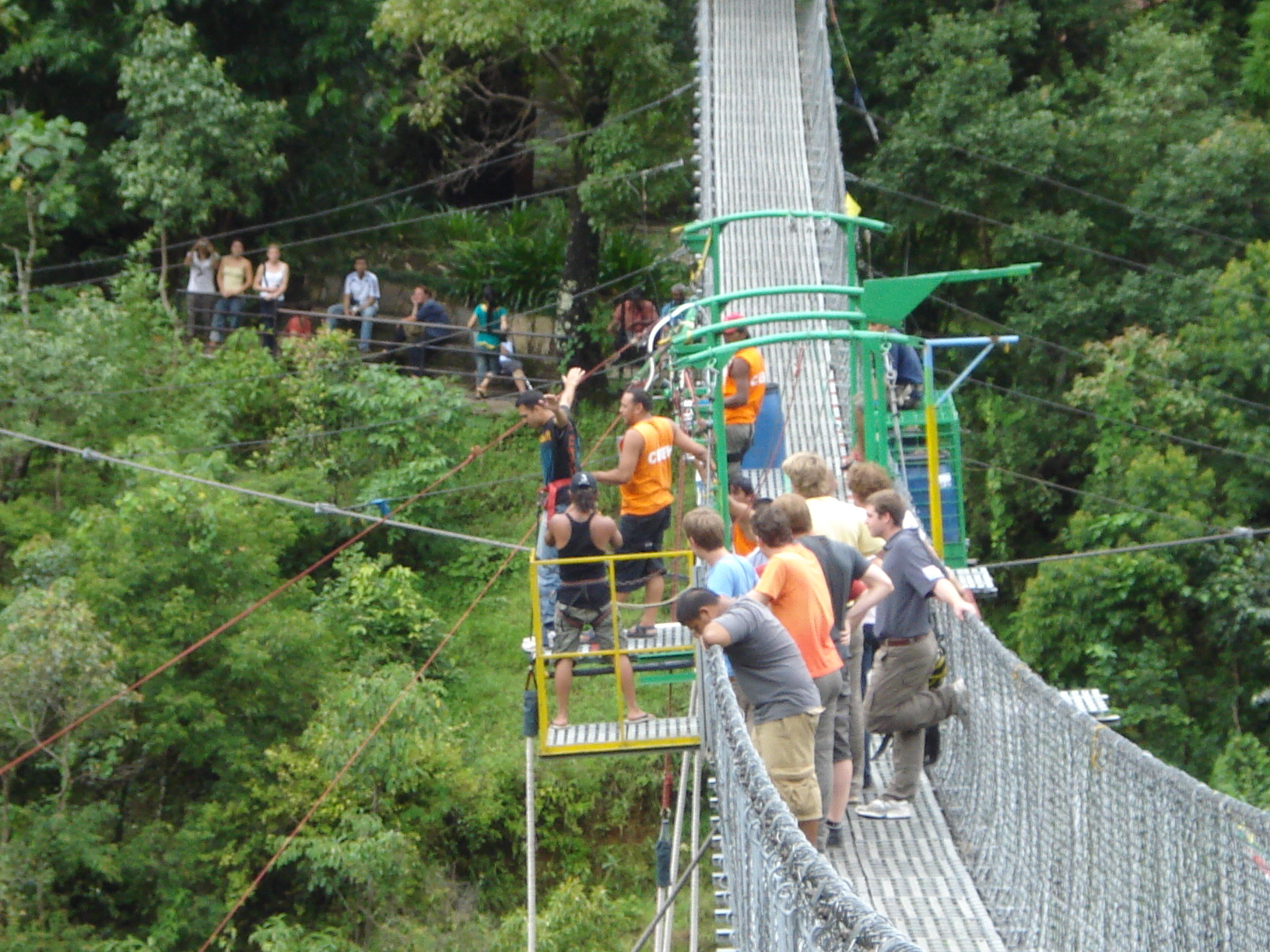
Nepal
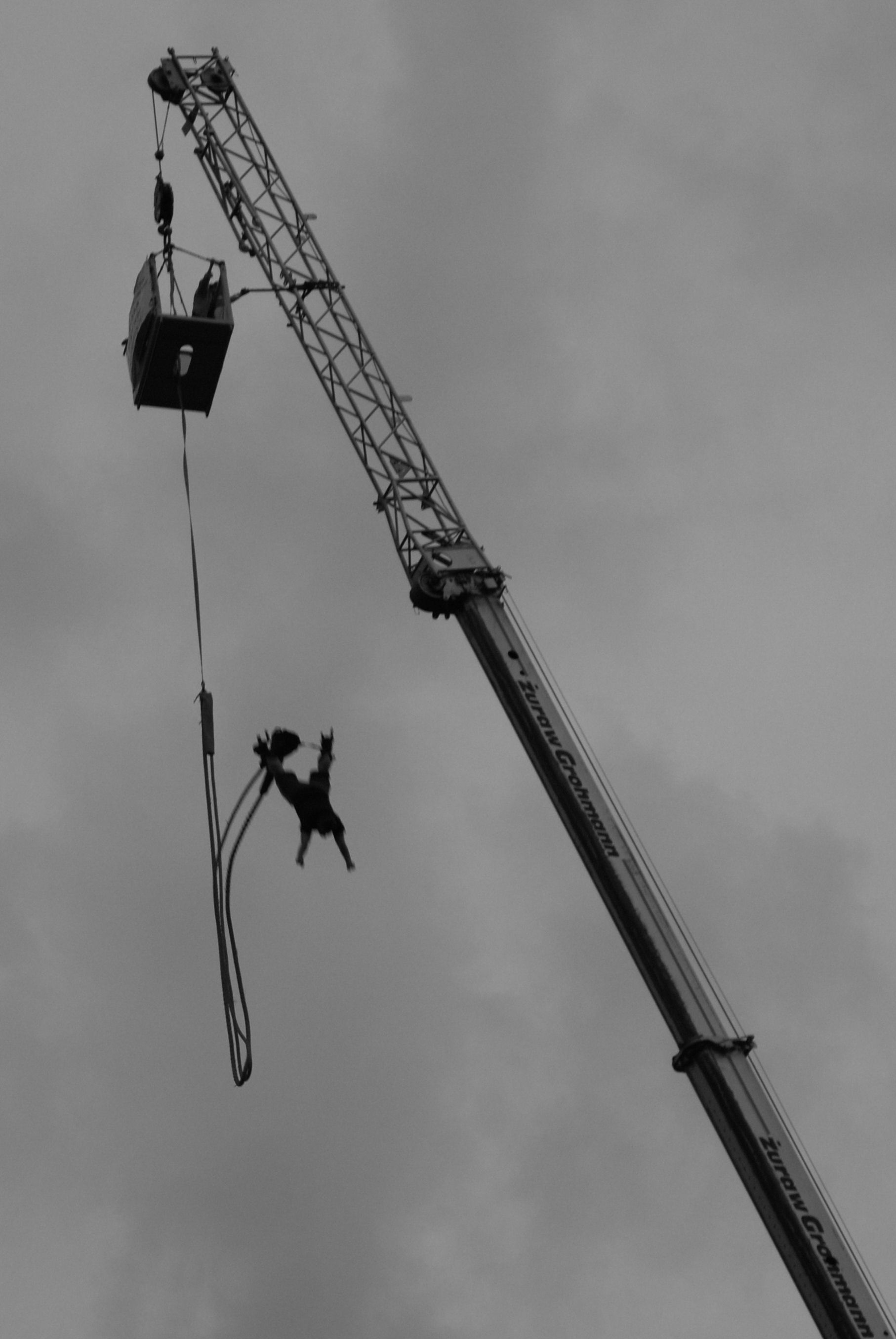
Polen
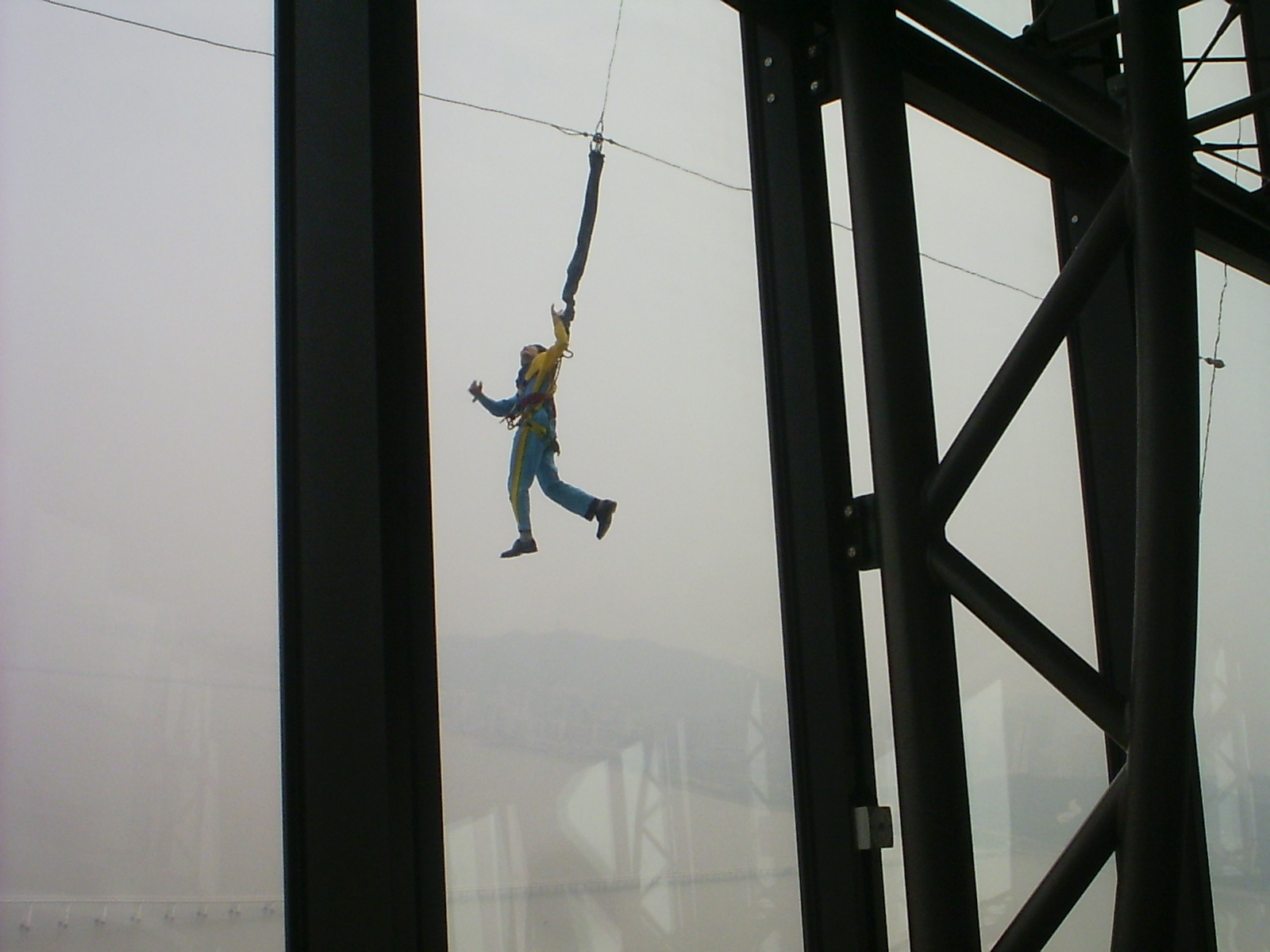
Kina
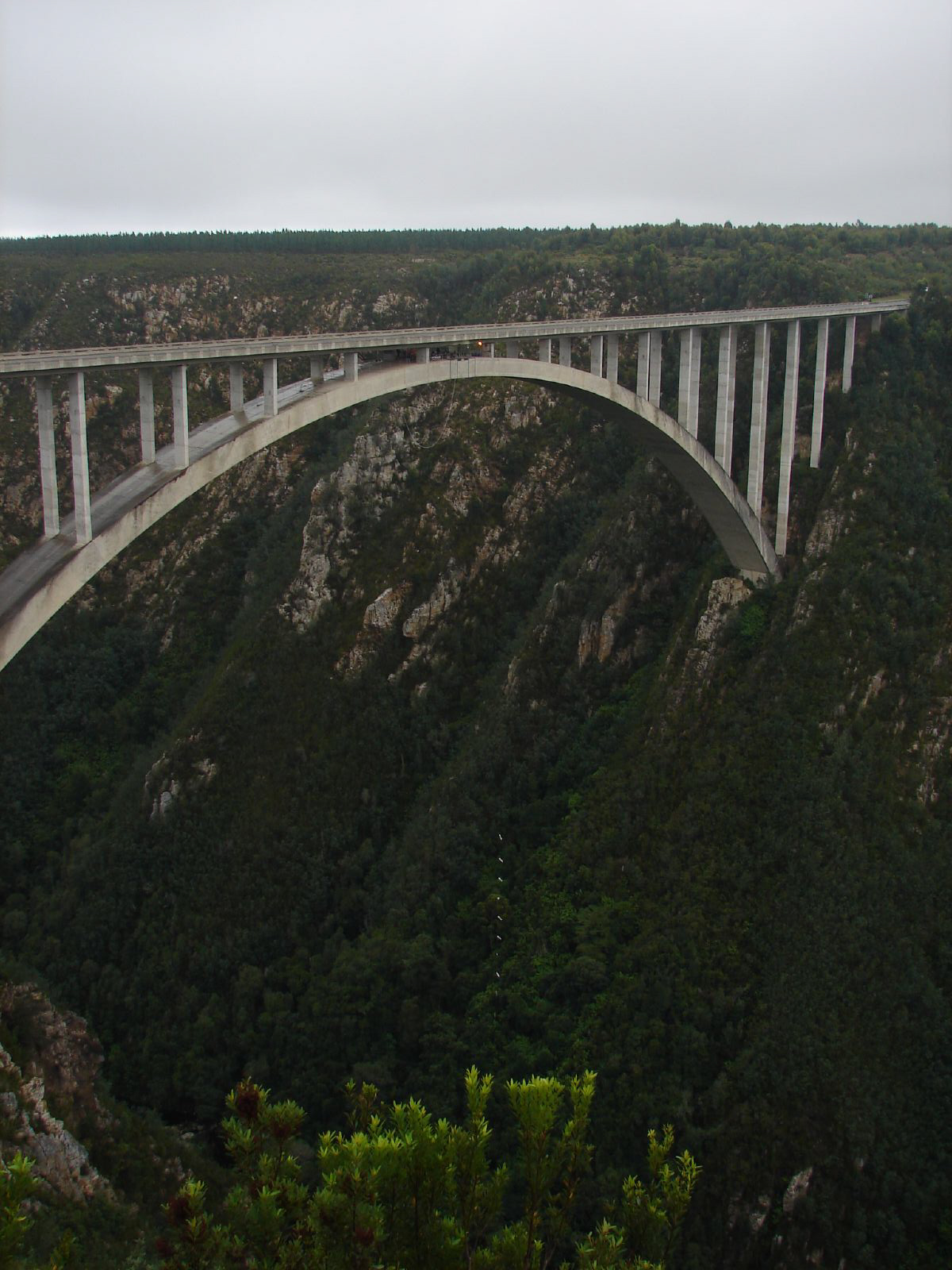
Sydafrika